# Маркос Багдатис
Маркос Багдатис (на гръцки: Μάρκος Παγδατής, Маркос Пагдатис) е кипърски тенисист от ливански произход, роден на 17 юни 1985 в Парамита, Кипър.
Багдатис е сред 3-та тенисисти (другите са Седрик Пиолин и шведът Микаел Пернфорш), влезли в топ 10 на световната ранглиста, още преди да са спечелили турнир от висока категория. Маркос умее да се пласира добре на корта и е известен със силния си бекхенд. Негов треньор е Майлс Маклаган.

## Биография
Бащата на Багдатис е имигрирал в Кипър ливанец, а майка му е кипърска гъркиня. Сега те притежават магазин за дрехи в Пирамита, малко селце недалеч от Лимасол. Маркос има двама по-големи братя и една по-малка сестра. Петрос и Маринос са бивши тенисисти, играли за Кипър за Купа Дейвис, а сега са съответно треньор по тенис и професор по математика в университета в Далас. Сестрата Зена е осиновена от родителите на Маркос когато е била едва на един месец.
Тринадесетгодишен, кипърецът заминава за Париж, където е приет в тенис академията Муратоглу с олимпийска стипендия за развитие на млади таланти (Olympic Solidarity Youth Development Programme Scholarship).
В началото на 2006 г. Багдатис е освободен от задължителната в Кипър 25-месечна военна служба, за да може да продължи да се занимава с тенис.
Според резултатите на допитване до жителите на Кипър преди Откритото първенство на Австралия през 2006 г. Багдатис е втората най-популярна личност в страната след президента Тасос Пападопулос.

## Кариера

### Успехи като юноша
Още като юноша Багдатис загатва за възможностите си. Печели редица юношески турнири. На петнадесетгодишна възраст става част от отбора на Кипър за Купа Дейвис. Багдатис играе на три финала на турнири от Големия шлем за юноши – два пъти на Откритото първенство на САЩ и веднъж на Откритото първенство на Австралия. Маркос печели турнира на Червения континент. През 2003 г. се изкачва на първо място в юношеската ранглиста и е провъзгласен от ITF за Юношески шампион на годината. През същата година Багдатис става професионалист.

### 2004 – 2005
Откритото първенство на САЩ през 2004 г. е първият турнир от Големия шлем за мъже, в който Багдатис взима участие. Във втория кръг губи от Роджър Федерер, като само той и Андре Агаси успяват да спечелят сет срещу швейцареца в победната му кампания. До края на годината Маркос печели две Чалънджър турнира.
През 2005 г. Багдатис стига до четвъртия кръг на Откритото първенство на Австралия, където отново губи от Федерер. Контузия на лакътя, получена на този турнир, го вади от игра до края на април. В края на октомври Маркос играе първия си финал на турнир от висока категория. В Базел той отстранява етаблирани тенисисти като Томи Хаас, Хосе Акасусо и Давид Налбандиан, но на финала губи от чилиеца Фернандо Гонсалес.

### 2006
2006 г. е най-успешната за Багдатис. На откритото първенство на Австралия Маркос стига до финал, отстранявайки по пътя си вторият поставен в схемата Анди Родик, седмия в схемата Иван Любичич и Давид Налбандян (четвърти в схемата), срещу когото успява да обърне двубоя след два сета пасив. На финала губи в четири сета от Роджър Федерер.
На Уимбълдън Багдатис побеждава Анди Мъри и Лейтън Хюит, но на полуфинала е спрян от Рафаел Надал.
Багдатис има епична среща от втория кръг на Откритото първенство на САЩ срещу Андре Агаси, който преди турнира обявява отказването си от тениса. За Агаси, който страда от силни болки в кръста, всеки един мач от турнира може да се окаже последен в кариерата му. Американецът започва добре мача и повежда с 2:0 сета. Багдатис взема третия, но в четвъртия Агаси повежда с 4:0 гейма. Въпреки това Маркос успява да спечели с 5:7. Когато започва петия сет, в Ню Йорк вече минава полунощ. В този сет Багдатис получава схващане на мускула на бедрото и на моменти едва се придвижва на корта, но все пак успява да удържи до 6:5 за Агаси, когато американецат прави пробив и печели мача след почти четири часа игра с 6:4, 6:4, 3:6, 5:7, 7:5. В следващия кръг обаче Агаси губи от германеца Бенямин Бекер.
През месец септември Багдатис печели първата си титла от турнир от висока категория – Откритото първенство на Китай в Пекин.

### 2007
В началото на февруари Багдатис печели турнира в Загреб.

## Кариерна статистика

#### Финали на турнири отГолям шлем(1)
| година | турнир       | съперник       | резултат           |
| ------ | ------------ | -------------- | ------------------ |
| 2006   | ОП Австралия | Роджър Федерер | 7–5, 5–7, 0–6, 2–6 |

### ATP финали (4 титли; 14 финала)
|        | П–З  | Година | Турнир                  | Клас         | Настилка   | Опонент            | Резултат                  |
| ------ | ---- | ------ | ----------------------- | ------------ | ---------- | ------------------ | ------------------------- |
| Загуба | 0–1  | 2005   | Суис Индорс             | Международни | Килим (з)  | Фернандо Гонсалес  | 7–6(12–10), 3–6, 5–7, 4–6 |
| Загуба | 0–2  | 2006   | ОП Австралия            | Голям шлем   | Твърда     | Роджър Федерер     | 7–5, 5–7, 0–6, 2–6        |
| Победа | 1–2  | 2006   | Чайна Оупън             | Международни | Твърда     | Марио Анчич        | 6–4, 6–0                  |
| Победа | 2–2  | 2007   | Загреб Индоорс          | Международни | Килим (з)  | Иван Любичич       | 7–6(7–4), 4–6, 6–4        |
| Загуба | 2–3  | 2007   | Оупън 13                | Международни | Твърда (з) | Жил Симон          | 4–6, 6–7(3–7)             |
| Загуба | 2–4  | 2007   | Хале Оупън              | Международни | Трева      | Томаш Бердих       | 5–7, 4–6                  |
| Победа | 3–4  | 2009   | Стокхолм Оупън          | 250 серии    | Твърда (з) | Оливие Рокюс       | 6–1, 7–5                  |
| Победа | 4–4  | 2010   | Сидни Интернешънъл      | 250 серии    | Твърда (з) | Ришар Гаске        | 6–4, 7–6(7–2)             |
| Загуба | 4–5  | 2010   | Вашингтон Оупън         | 500 серии    | Твърда     | Давид Налбандиян   | 2–6, 6–7(4–7)             |
| Загуба | 4–6  | 2010   | Купа на Кремъл          | 250 серии    | Твърда (з) | Виктор Троицки     | 6–3, 4–6, 3–6             |
| Загуба | 4–7  | 2011   | Малайзия Оупън          | 250 серии    | Твърда (з) | Янко Типсаревич    | 4–6, 5–7                  |
| Загуба | 4–8  | 2015   | Атланта Оупън           | 250 серии    | Твърда     | Джон Иснър         | 3–6, 3–6                  |
| Загуба | 4–9  | 2016   | Дубай Тенис Чемпиъншипс | 500 серии    | Твърда     | Станислас Вавринка | 4–6, 6–7(13–15)           |
| Загуба | 4–10 | 2017   | Чънду Оупън             | 250 серии    | Твърда     | Денис Истомин      | 2–3 отказва се            |